# Jan de Bouff
Jan de Bouff fue un corsario holandés, que durante la Guerra de Independencia holandesa, ingresó al servicio de la casa de los Habsburgo y asaltó barcos como parte del movimiento de los corsarios dunkerqueses durante 1602.
Mientras atacaba tres barcos de pesca franceses en diciembre de ese año, fue sorprendido por la llegada de seis barcos holandeses de la ciudad belga de Ostende. Aunque inicialmente superados en número, otros tres corsarios de Dunkerque se unieron a la batalla en nombre de De Bouff y, después de la captura de dos barcos de Ostende, los cuatro restantes se vieron obligados a huir poco después. Se desconoce si De Bouff sobrevivió a esta batalla; no hay más incidentes registrados después de la batalla.